# Bath Spa
Bath Spa - stacja kolejowa w mieście Bath w hrabstwie Somerset na liniach kolejowych Wessex Main Line i Great Western Main Line. Stacja bez sieci trakcyjnej. Na stacji zatrzymują się pociągi pośpieszne.
Budynek jest zabytkiem grupy II*.

## Ruch pasażerski
Ze stacji korzysta 1 198 504 pasażerów rocznie (dane za okres od kwietnia 2020 do marca 2021). Posiada bezpośrednie połączenia z Bristolem, Exeterem, Londynem, Reading, Weymouth i Salisbury. Pociągi odjeżdżają ze stacji na każdej z linii w odstępach co najwyżej półgodzinnych w każdą stronę.

## Obsługa pasażerów
Automat biletowy, przystanek autobusowy, postój taksówek, bufet, parking na 247 miejsc samochodowych i 108 miejsc rowerowych.